# Teatr Próg
Teatr PRÓG – teatr alternatywny z siedzibą w Wadowicach w latach 2010 - 2017 działający w ramach Stowarzyszenia „Grupa PRÓG”, następnie w strukturach Wadowickiego Centrum Kultury.
Poza tworzeniem autorskich spektakli (również plenerowych) Teatr PRÓG zajmuje się prowadzeniem warsztatów, happeningami, akcjami ulicznymi oraz działaniami artystyczno-społecznymi (m.in. zamknięty spektakl dla skazańców w Zakładzie Karnym w Wadowicach, charytatywna akcja uliczna dla dziecka z Fundacji „Mam marzenie” oraz organizacja festiwali takich jak „Ale Cyrk”, „Zgraja”).
Wśród głównych źródeł estetycznych teatru znajdują się: teatr muzyczny, happening, performance art, cyrk, teatr źródeł. Obecnie w składzie zespołu znajdują się niezależni artyści będący absolwentami kierunków ściśle związanych z działaniami Grupy, takich jak między innymi: wiedza o teatrze, animacja kultury, performatyka, kulturoznawstwo, pedagogika, instrumentalistyka, edukacja artystyczna. Od września 2009 istnieje również Teatr PRÓG Junior, w którego skład wchodzi młodzież licealna i studencka.
Teatr PRÓG występował na wielu festiwalach w kraju i zagranicą, między innymi podczas Festiwalu Filmu i Sztuki „Dwa Brzegi” w Kazimierzu Dolnym, Festiwalu Teatru Radia Polskiego i Teatru Telewizji Polskiej „Dwa Teatry” w Sopocie, Seminarium teatralnego „A European Theatre Adventure” (w Niemczech i na Węgrzech) czy na Międzynarodowym Festiwalu „Theatertage am See” w Niemczech. Występuje również gościnnie w Teatrze Witkacego w Zakopanem.
Stowarzyszenie „Grupa PRÓG” zostało zarejestrowane w 2011 roku i jest kontynuacją i rozwinięciem pracy Grupy teatralno-happenerskiej PRÓG istniejącej od 2005 r. Grupa stopniowo przekształcała się od grupy warsztatowej, poprzez młodzieżową grupę teatralną prowadzoną przez Bartosza Nowakowskiego (absolwenta Akademii Praktyk Teatralnych oraz byłego aktora Ośrodka Praktyk Teatralnych „Gardzienice”), nieformalne zrzeszenie pasjonatów teatru, studencką inicjatywę teatralną, aż po niezależną organizację artystyczno-społeczno-edukacyjną działającą w ramach Stowarzyszenia „Grupa PRÓG”. Od początku działalności grupa związana jest z Wadowickim Centrum Kultury, pierwotnie jako jedna z grup zainteresowań, obecnie będąc partnerem przy licznych projektach kulturalnych.

## Spektakle

### Teatr PRÓG

#### Interfejs
- Reżyseria: Bartosz Nowakowski
- Kostiumy: Irena Nowakowska, Anna Gurdek
- Scenariusz: Bartosz Nowakowski, Małgorzata Jabłońska, zespół
- Reżyseria świateł: Grzegorz Podbiegłowski
- Realizator dźwięku: Sylwester Rabenda
- Scenografia: Marek Żołna
- Animacje video: Dawid Antczak
- Premiera: grudzień 2014
- Obsada premierowa: Katarzyna Bobik, Michał Brańka, Wojciech Ficek, Anna Gurdek, Justyna Kania, Agnieszka Ogiegło, Bartłomiej Polak, Natalia Tomska, Wiktoria Zygmunt

Spektakl balansuje między jawą a snem. Środowiskiem zdarzenia jest wnętrze głowy głównego bohatera spektaklu - teatralnego muzyka, próbującego odnaleźć harmonię między tym kim jesteśmy a tym, co pokazujemy światu na zewnątrz.
W spektaklu zespół posługuje się przede wszystkim technikami teatru ruchu, teatru muzycznego oraz teatru tańca. Pojawiają się również elementy teatru dramatycznego oraz komedii slapstick. Wykorzystane zabiegi formalne są efektem kilkuletnich eksploracji i fascynacji muzyką elektroniczną oraz video-artem. Osoby występujące są jednocześnie aktorami, muzykami oraz tancerzami. Dramaturgię spektaklu buduje autorska muzyka skomponowana i grana na żywo przez zespół aktorski.

#### 90-120-90
- Reżyseria: Bartosz Nowakowski
- Oprawa plastyczna: zespół
- Premiera: kwiecień 2013
- Obsada premierowa: Katarzyna Bobik, Anna Gurdek, Ewa Limanówka, Agnieszka Ogiegło, Natalia Tomska, Michał Brańka, Wojciech Ficek, Bartłomiej Polak

Spektakl to studium relacji Ona – On, w którą bezpardonowo wtargnęło dziecko. Ono, a właściwie ciąża, okazują się być przełomem w życiu kobiety i jej otoczenia. Sytuacja wymaga przewartościowania wszystkiego, co dotychczas stanowiło grunt funkcjonowania. Mimo nieustającej walki i zmagań, Ona, Ono i On pozostają jednym organizmem, rzadko jednak mówiącym tym samym głosem. Trzy ogniwa obserwują się wzajemnie, desperacko chcąc kontrolować sytuację i chronić własne organizmy, emocje, zagrożoną niezależność i zaburzoną tożsamość. Z trójkowego układu nieustannie wypada któreś z nich, wciąż jednak i na nowo podejmując próbę przynależenia.
W spektaklu Teatr PRÓG nadal posługuje się technikami teatru ruchu, który staje się bardziej subtelny i taneczny. W muzyce, granej na żywo, motywy tradycyjne są już tylko pojedynczymi nutami i inspiracjami, a jej całokształt jest dużo bardziej różnorodny i nowoczesny. Zespół łączy brzmienie instrumentów klasycznych z elektroniką i śpiewem. W warstwie wizualnej natomiast, PRÓG używa także różnorodnych rozwiązań animacyjnych, opartych na technice video-art. Sam tytuł 90-120-90 to zagadka postawiona widzowi.

#### Sex War
- Reżyseria: Bartosz Nowakowski
- Kostiumy: Irena Nowakowska
- Dźwięk i oświetlenie: Bartosz Nowakowski
- Premiera: wrzesień 2010
- Obsada premierowa: Natalia Tomska, Michał Brańka, Magdalena Kądzioła, Justyna Kilian, Jarosław Jaworski, Szymon Maziarz, Anna Gurdek, Paulina Baranowska, Joanna Cibor, Katarzyna Bobik, Mateusz Mazur

Tytuł spektaklu daje się wieloznacznie interpretować – „wojna płci”, walka o płeć, przynależność, tożsamość seksualną, walka płci z powodu seksu lub za jego sprawą itd. Spektakl ukazuje różne aspekty szeroko pojmowanej miłości. Obok romantycznego zakochania, mówi o chemii pożądania, mechanizmach kłótni i niemożności porozumienia, o akceptacji, stereotypach i rytuałach płciowych, o wartości miłości na tle panoszących się obecnie zjawisk. Sex War w swojej estetyce odnosi się do teatru muzycznego, dramatycznego, ulicznego, nowoczesnej komedii dell’arte, a opowieści rysują się za sprawą ruchowych etiud taneczno–akrobatycznych oraz muzyki granej na żywo.

#### Ona
- Reżyseria: Bartosz Nowakowski
- Makijaże: Łucja Nowakowska
- Kostiumy: Irena Nowakowska
- Animacje: Iwona i Marcin Wołkowicz (Tutto Arts&Media)
- Dźwięk i oświetlenie: Bartosz Nowakowski
- Premiera: kwiecień 2009
- Obsada premierowa: Magdalena Kądzioła, Natalia Tomska, Michał Brańka, Małgorzata Grzyb, Justyna Kilian, Jarosław Jaworski, Szymon Maziarz, Mateusz Mazur, Piotr Rajda, Michał Mosór, Paulina Baranowska, Sylwia Mrzygłód, Anna Gurdek

Spektakl opowiada historię nastoletniej dziewczyny, która cierpi na nieuleczalną chorobę. Kiedy trafia na dziecięcy oddział chorób przewlekłych, poznaje Sanitariusza oraz wielu młodych, chorych ludzi, którzy pokazują jej, jak wielką siłę mają śmiech, wyobraźnia i pozytywne postrzeganie świata. Rozpoczynają wspólną wędrówkę i „walkę” o zdrowie i życie. Szukają różnych recept na pogodzenie się ze swoją sytuacją, ocierają się nawet o szaleństwo, ostatecznie docierając do rozwiązań. Opowieść związana jest z terapią śmiechem – gelotologią, której twórcami są Norman Cousins oraz Patch Adams. Motto spektaklu to słowa świętego Augustyna: „Dusza żywi się tym, z czego się cieszy”.

#### Targowisko wypaczonej wolności
- Reżyseria: Bartosz Nowakowski
- Makijaże: Łucja Nowakowska
- Kostiumy: Irena Nowakowska
- Animacje: Iwona i Marcin Wołkowicz (Tutto Arts&Media)
- Dźwięk i oświetlenie: Bartosz Nowakowski
- Premiera: kwiecień 2008
- Obsada premierowa: Małgorzata Grzyb, Justyna Kilian, Magdalena Kądzioła, Natalia Tomska, Michał Brańka, Jarosław Jaworski, Szymon Maziarz, Mateusz Mazur, Piotr Rajda

Spektakl jest próbą uchwycenia myśli młodego człowieka u progu załamania nerwowego, spowodowanego kondycją współczesnego społeczeństwa. Poruszane są tematy konsumpcjonizmu, szaleńczego i ślepego pędu za trendami oraz tego, jak obecnie rozumie się wolność. Inspiracją były autentyczne wydarzenia, wyjątkowo natężone w ostatnich latach, gdy młodzi ludzie decydowali się na odebranie sobie lub innym życia. Ich ciche, niezauważone wołanie o pomoc i uczucia stało się krzykiem rozpaczy, tak jak w przypadku jednej z postaci spektaklu – nieznanego zabójcy, który każe nazywać siebie „bogiem”.

#### Plac budowy – Życie
- Reżyseria: Bartosz Nowakowski
- Makijaże: Łucja Nowakowska
- Dźwięk i oświetlenie: Piotr Kowalczyk
- Premiera: marzec 2007
- Obsada premierowa: Agnieszka Bongilaj, Małgorzata Grzyb, Joanna Jucha, Magdalena Kądzioła, Justyna Kilian, Natalia Tomska, Michał Brańka, Jakub Janik, Jarosław Jaworski, Mateusz Mazur, Piotr Rajda

Spektakl przedstawia miejsce o charakterze „poczekalni”, w której przebywają ludzie między swoimi kolejnymi istnieniami, narodzinami. Jest tam jednak dziewczynka, która jeszcze nigdy się nie narodziła, zastanawia się nad rozpoczęciem życia w świecie realnym. Poszczególne postaci starają się wpłynąć na jej decyzję i przekonać ją o tym, że warto lub nie warto żyć. Spektakl był rodzajem manifestu młodych ludzi o narodzinach, rodzicach, życiu w rodzinie, miłości, przyjaźni, cierpieniu i byciu młodym dorastającym człowiekiem, a odpowiadał między innymi na ówczesną debatę o ustawie o aborcji, toczącą się w mediach i w polityce.

#### W cieniu ławki
- Reżyseria: Bartosz Nowakowski
- Makijaże: Łucja Nowakowska
- Dźwięk i oświetlenie: Piotr Kowalczyk
- Premiera: marzec 2006
- Obsada premierowa: Anna Bochnak, Agnieszka Bongilaj, Małgorzata Grzyb, Joanna Jucha, Justyna Kilian, Katarzyna Misiarz, Magdalena Musiał, Natalia Tomska, Michał Brańka, Jakub Janik, Ludwik Leśniewski, Piotr Rajda

Historia kloszarda, który budzi się na ławce w parku. Pod wpływem ludzi ze świata realnego oraz wyimaginowanego podejmuje polemikę z samym sobą. Porusza tematy coraz szybszego tempa życia, które nie pozwala ludziom na oglądanie się za siebie i dostrzeganie innych, co tworzy z nich bezwolne marionetki. Również naturalna chęć człowieka do bezruchu, lenistwa i konformizmu ukazana jest tu jako świadomy wybór, a nie nieświadome przedłużanie egzystencji. Spektakl w formie podsumowania rocznej pracy warsztatowej, który był początkiem formowania się estetyki Grupy oraz szukania dalszych inspiracji.

### Teatr PRÓG Junior

#### Uśpieni
- Reżyseria: Bartosz Nowakowski
- Premiera: październik 2015
- Obsada premierowa: Kinga Góra, Justyna Kania, Olgierd Królik, Katarzyna Paździora, Malwina Suknarowska, Marta Wider, Krzysztof Paździora

Przedstawienie Teatru PRÓG Junior jest spektaklem poetyckim, w którym historia opowiedziana jest za pomocą technik teatru cieni, teatru ruchu oraz teatru maski, lalek i przedmiotu. Główny bohater wędruje między jawą a snem. Zmaga się z bezsennością i koszmarami oraz poszukuje spokoju, harmonii i miłości.

#### Jak rozpętałem bigos
- Reżyseria: Bartosz Nowakowski
- Premiera: czerwiec 2013
- Obsada premierowa: Joanna Cibor, Justyna Kania, Ola Oczkowska, Justyna Pawlik, Katarzyna Paździora, Monika Sztuka, Marta Wider, Karolina Zając, Tomasz Kowalczyk, Krzysztof Paździora

Trzecie przedstawienie Teatru PRÓG Junior to teatralna komedia przygodowa osadzona w fantasmagorycznym świecie Szymona Gaduły. Główny bohater podczas przeprowadzki ucieka na strych swojego rodzinnego domu i - czytając książkę - nagle przenosi się w świat pełen humoru i absurdu. Spektakl to opowieść o potędze wyobraźni i wierze w siebie.

#### KrasneLudki
- Reżyseria: Bartosz Nowakowski
- Oprawa plastyczna: zespół
- Premiera: listopad 2012
- Obsada premierowa: Julia Adamczyk, Joanna Cibor, Justyna Kania, Ola Oczkowska, Marta Wider, Karolina Zając, Tomasz Kowalczyk, Paulina Kleczewska

Spektakl Teatru PRÓG Junior to alegoryczna opowieść o superbohaterze, który boi się być zauważony – wraz ze swoimi przyjaciółmi z boiska odkrywa w sobie supermoce, które posiada niemal każdy. Przedstawienie obala stereotypy, że skakanka jest tylko zabawą dla grzecznych i małych dziewczynek, a rymowanki dobre są tylko dla dzieci z przedszkola. Ukazuje jak trudne jest wejście z tego iluzorycznego świata fantazji, jak wiele trzeba stoczyć wewnętrznych walk, żeby poznać samego siebie. To poniekąd historia o dojrzewaniu i uczeniu się świata dorosłych.

#### Geneza powstania
- Reżyseria: Bartosz Nowakowski
- Oprawa plastyczna: zespół
- Premiera: wrzesień 2010
- Obsada premierowa: Paulina Baranowska, Joanna Bochnak, Joanna Cibor, Anna Gurdek, Paulina Hazuka, Justyna Kania, Aleksandra Oczkowska, Natalia Tomska, Mikołaj Janik, Szymon Maziarz

Pierwszy spektakl Teatru PRÓG Junior przedstawia różne koncepcje młodych ludzi na temat powstania świata. W treści spektaklu zawarte jest pytanie, jak dzięki ucieczce w świat wyobraźni poradzić sobie z otaczającym nas światem. Historie przedstawiane są z perspektywy młodych ludzi przebywających w sierocińcu. Spektakl utrzymany jest w konwencji teatru cieni: opowieści ilustrowane są animowanymi na żywo slajdami, towarzyszy im autorska muzyka, animacje UV, a także projekcja video.

## Albumy muzyczne

### Poszukiwania muzyczne – Bałkany
Debiutancki album, nagrany we wrześniu 2010. Na płycie znajduje się 14 utworów, z których większość to ludowe lub tradycyjne pieśni z własną aranżacją zespołu, natomiast jeden z utworów jest całkowicie autorską kompozycją. Głównym źródłem inspiracji wokalnych stały się Bałkany i muzyka romska. Pieśni wykorzystywane przez Grupę pochodzą z krajów takich jak Bułgaria, Serbia, Macedonia, Węgry, ale pojawiają się także utwory czerpane z folkloru polskiego, ukraińskiego czy rosyjskiego. Grupa wykonuje je z zachowaniem oryginalnych tekstów przekształcając pieśni na wielogłosowe kompozycje i zamiast tradycyjnych instrumentów wplata w nie brzmienia gitary elektrycznej, akustycznej, basowej, perkusji, bębnów i innych instrumentów z całego świata. Płyta nawiązuje również do spektaklu Sex War, w którym pojawia się większość wykonywanych na niej utworów.

## Najważniejsze osiągnięcia konkursowe
- II Nagroda na Festiwalu „Źródła Pamięci. Szajna-Grotowski-Kantor” w Rzeszowie[6]
- Nagroda Główna na XXXIX Tyskich Spotkaniach Teatralnych[7]
- Wyróżnienie na III Ogólnopolskich Prezentacjach Teatrów Amatorskich we Wrocławiu[8]
- (Teatr PRÓG Junior) Nagroda główna na VIII Ogólnopolskim Festiwalu Teatrów Młodzieżowych „Inny” w Krośnie[9]
- Nagroda główna w kategorii zawodowych teatrów amatorskich na 27. Międzynarodowym Festiwalu Teatralnym „Theatertage am See” we Friedrichshafen (Niemcy)[10]
- Nagroda główna na IV Ogólnopolskim Festiwalu Teatralnym w Scenie „i” w Krakowie[11]
- Nagroda główna Jury Profesjonalnego na XXXVI Wadowickich Spotkaniach Teatralnych[12]
- Nagroda główna w kategorii teatrów młodzieżowych na 25. Międzynarodowym Festiwalu Teatralnym „Theatertage am See” we Friedrichshafen (Niemcy)[13]
- Wyróżnienie na XVI Ogólnopolskim Festiwalu Teatrów Amatorskich „Odeon” w Andrychowie[14]
- Nagroda główna na XV Ogólnopolskim Festiwalu Teatrów Amatorskich „Odeon” w Andrychowie[15]
- Wyróżnienie na XXXV Wadowickich Spotkaniach Teatralnych
- Nagroda główna w III edycji konkursu „Dolina Kreatywna, czyli czego szuka młoda sztuka” Telewizji Polskiej S.A.[16]
- I miejsce na XIV Ogólnopolskim Festiwalu Teatrów Amatorskich „Odeon” w Andrychowie[17][18]
- Nagroda główna Jury Profesjonalnego na XXXIV Wadowickich Spotkaniach Teatralnych
- Nagroda główna Jury Młodych na XXXIV Wadowickich Spotkaniach Teatralnych
- Nominacja do nagrody (wyróżnienie) na XXVI Festiwalu Artystycznym Młodzieży w Krakowie
- II nagroda na XXXIII Wadowickich Spotkaniach Teatralnych
- Nagroda instruktorska (wyróżnienie) na XIII Ogólnopolskim Festiwalu Teatrów Amatorskich „Odeon” w Andrychowie